# Stazione di Moretta
Stazione di Moretta vasútállomás Olaszországban, Moretta településen.

## Vasútvonalak
Az állomást az alábbi vasútvonalak érintik:
- Airasca–Saluzzo-vasútvonal
- Moretta–Cavallermaggiore-vasútvonal

## Kapcsolódó állomások
A vasútállomáshoz az alábbi állomások vannak a legközelebb:
- Vigone railway station (Airasca–Saluzzo-vasútvonal)
- Torre San Giorgio railway halt (Airasca–Saluzzo-vasútvonal)
- Villanova Solaro railway station (Moretta–Cavallermaggiore-vasútvonal)